# 長覚院
長覚院（ちょうがくいん）は、埼玉県さいたま市浦和区にある天台宗の寺院。

## 歴史
830年（天長7年）、慈覚大師円仁によって開山された。以来、無住（住職不在）となっても地域住民の手でずっと維持されてきた。
現在の本堂は1962年（昭和37年）に新築したものである。かつては観音堂があり、恵心僧都源信の作と伝えられる観音菩薩像が安置されていたが、いつしか観音堂はなくなり、中に安置されていた観音像は本堂に移されている。
2021年、本堂は2020年度のDOCOMOMO JAPAN選定 日本におけるモダン・ムーブメントの建築に選定された。

## 交通アクセス
- 北浦和駅より徒歩17分。